# Les Mučedníků

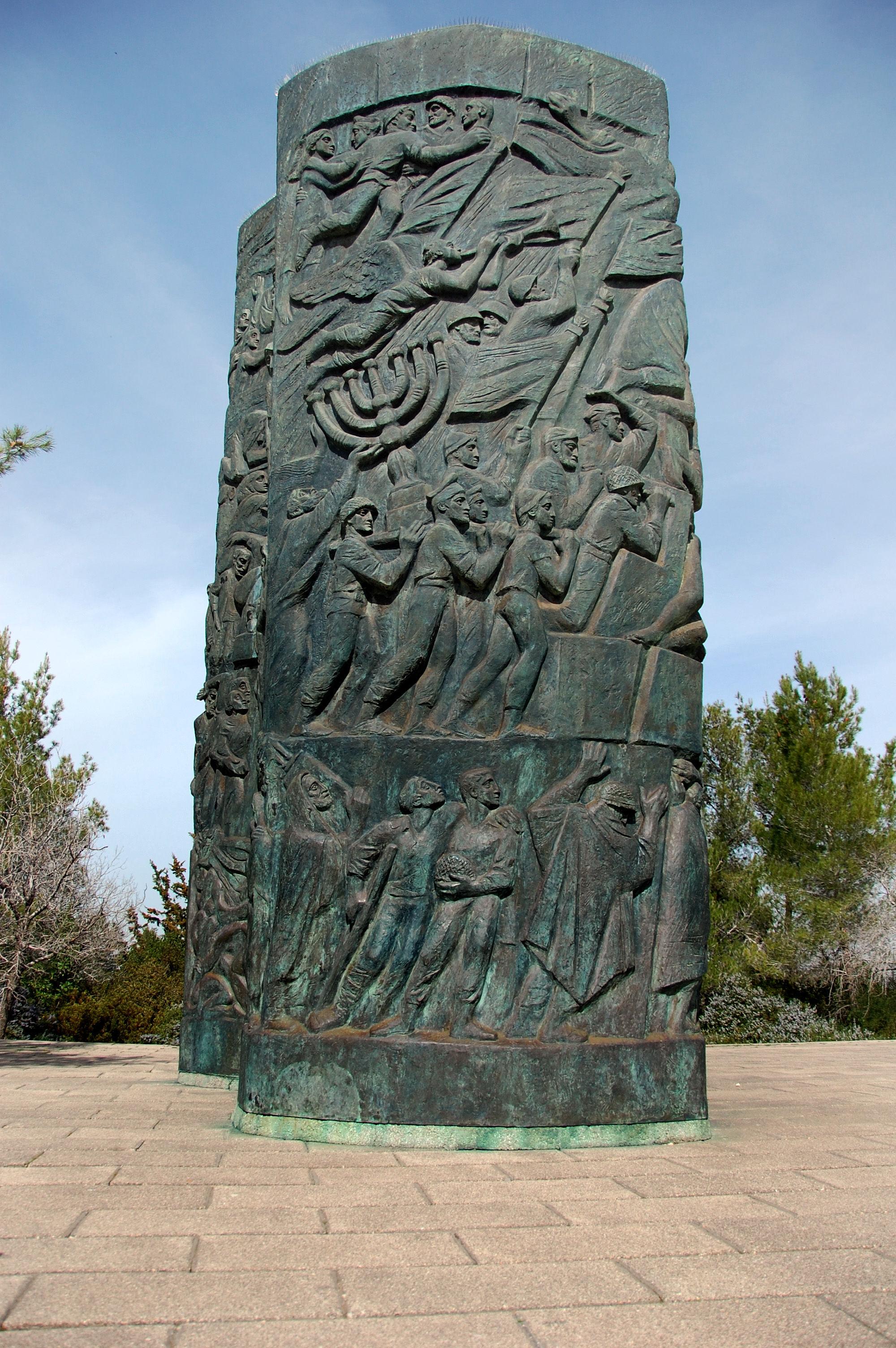
Památník „Svitky ohně“ od Natana Rapaporta v lese Mučedníků

Les Mučedníků (hebrejsky יער הקדושים‎, ja'ar ha-Kdošim) je izraelský les na předměstí Jeruzaléma. Nachází se na západním okraji Ešta'olského lesa poblíž mošavu Bejt Me'ir. Byl vysázen jako památník těm, kteří zahynuli během holocaustu a nakonec zde má být vysázeno šest milionů stromů, které mají symbolizovat šest milionů Židů, kteří byli vyhlazeni nacisty během druhé světové války.

## Galerie

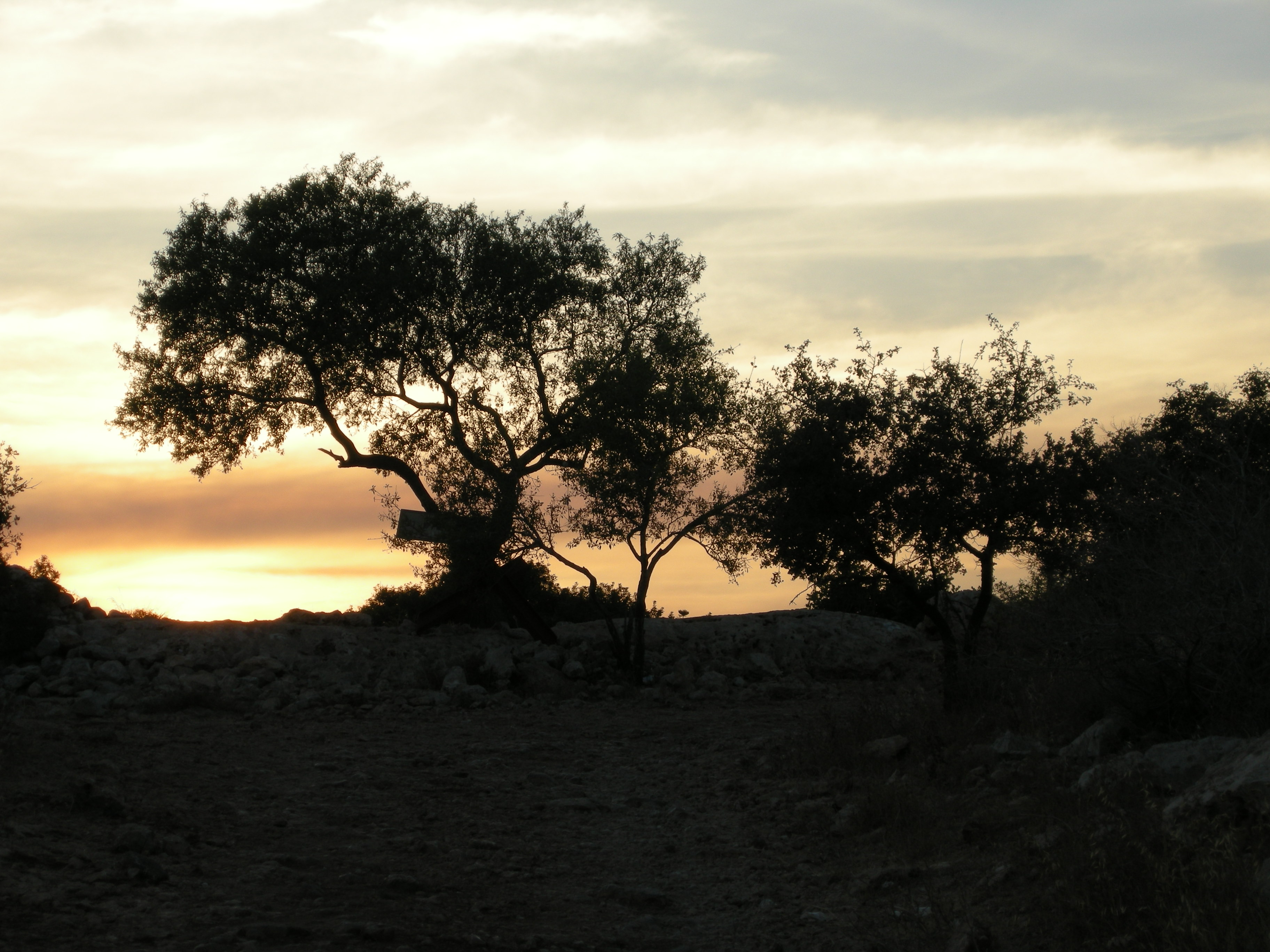
Západ slunce
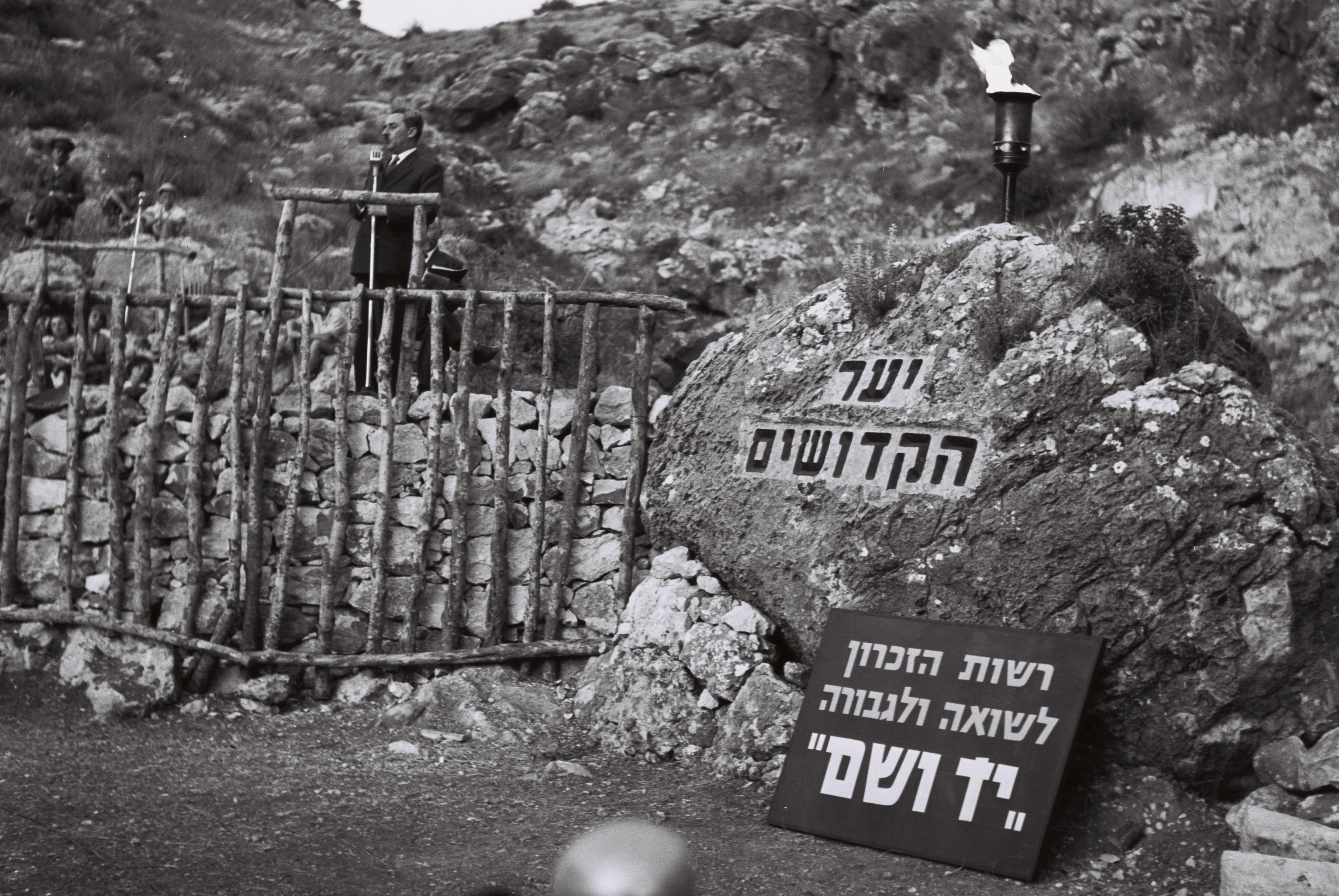
Premiér Levi Eškol během ceremonie při Jom ha-šo'a
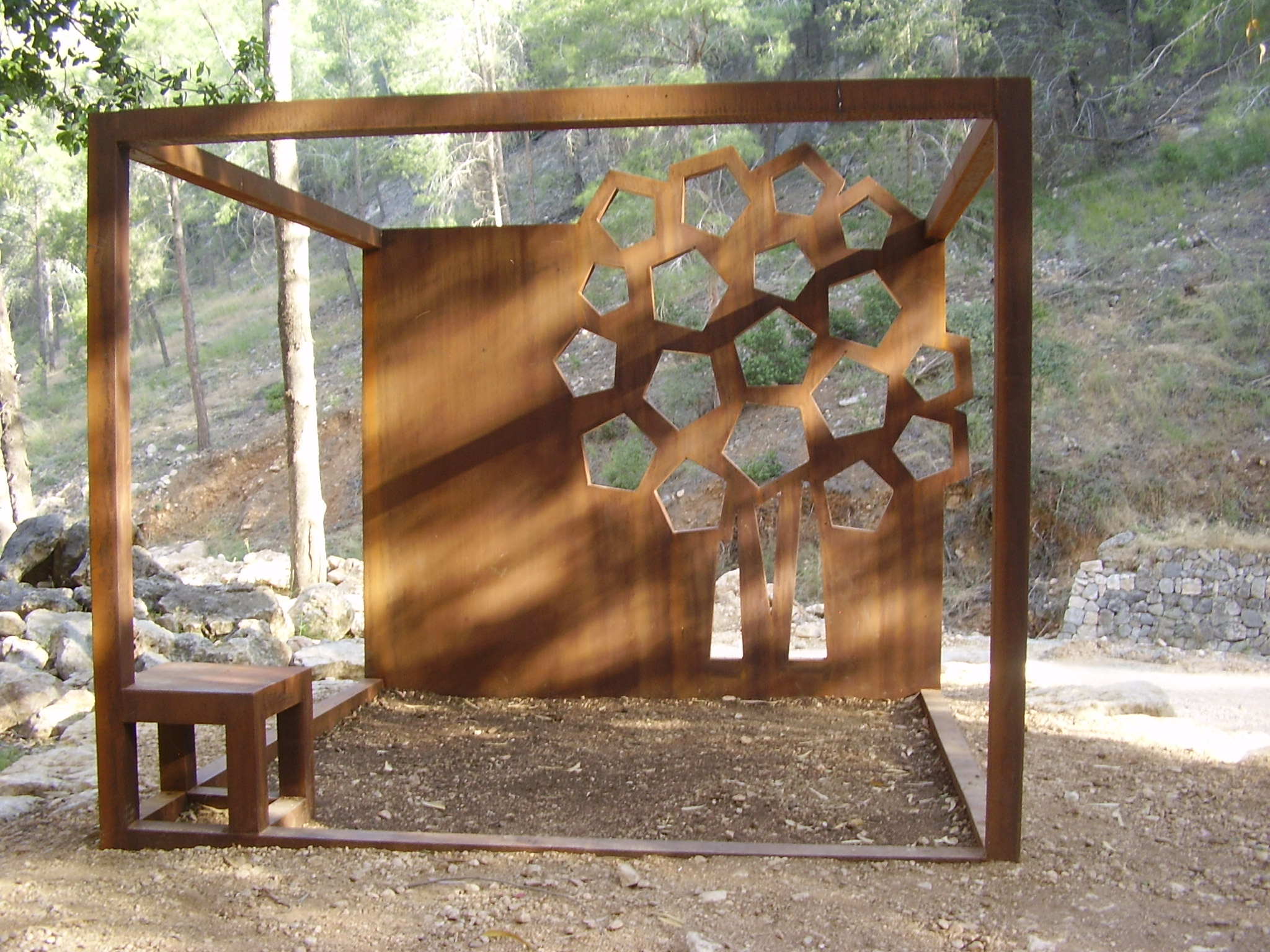
Památník Anne Frankové